# Campionato mondiale maschile di pallavolo 1990
Il campionato mondiale di pallavolo maschile 1990 si è svolto dal 18 al 28 ottobre 1990 a Brasilia, Curitiba e Rio de Janeiro, in Brasile: al torneo hanno partecipato sedici squadre nazionali e la vittoria finale è andata per la prima volta all'Italia.

## Squadre e gironi
Gruppo A
 Brasile
 Cecoslovacchia
 Corea del Sud
 Svezia
Gruppo B
 Argentina
 Canada
 Paesi Bassi
 Stati Uniti
Gruppo C
 Francia
 Giappone
 Unione Sovietica
 Venezuela
Gruppo D
 Bulgaria
 Camerun
 Cuba
 Italia

## I Fase
- In verde le qualificate ai quarti di finale
- In rosa le qualificate agli ottavi di finale

### Gruppo A
| Cecoslovacchia | 0 - 3 | Brasile        |
| Svezia         | 3 - 1 | Corea del Sud  |
| Brasile        | 3 - 0 | Corea del Sud  |
| Svezia         | 3 - 2 | Cecoslovacchia |
| Brasile        | 3 - 2 | Svezia         |
| Cecoslovacchia | 3 - 2 | Corea del Sud  |

| Pos | Squadra        | P | Set V | Set P |
| --- | -------------- | - | ----- | ----- |
| 1   | Brasile        | 6 | 9     | 2     |
| 2   | Svezia         | 4 | 8     | 6     |
| 3   | Cecoslovacchia | 2 | 5     | 8     |
| 4   | Corea del Sud  | 0 | 3     | 9     |

### Gruppo B
| Argentina   | 3 - 0 | Canada      |
| Paesi Bassi | 3 - 0 | Stati Uniti |
| Canada      | 3 - 1 | Stati Uniti |
| Argentina   | 3 - 0 | Paesi Bassi |
| Paesi Bassi | 3 - 0 | Canada      |
| Argentina   | 3 - 0 | Stati Uniti |

| Pos | Squadra     | P | Set V | Set P |
| --- | ----------- | - | ----- | ----- |
| 1   | Argentina   | 6 | 9     | 0     |
| 2   | Paesi Bassi | 4 | 6     | 3     |
| 3   | Canada      | 2 | 3     | 7     |
| 4   | Stati Uniti | 0 | 1     | 9     |

### Gruppo C
| Giappone         | 3 - 0 | Venezuela |
| Unione Sovietica | 3 - 0 | Francia   |
| Unione Sovietica | 3 - 0 | Giappone  |
| Francia          | 3 - 0 | Venezuela |
| Francia          | 3 - 0 | Giappone  |
| Unione Sovietica | 3 - 0 | Venezuela |

| Pos | Squadra          | P | Set V | Set P |
| --- | ---------------- | - | ----- | ----- |
| 1   | Unione Sovietica | 6 | 9     | 0     |
| 2   | Francia          | 4 | 6     | 3     |
| 3   | Giappone         | 2 | 3     | 6     |
| 4   | Venezuela        | 0 | 0     | 9     |

### Gruppo D
| Italia   | 3 - 0 | Camerun  |
| Cuba     | 3 - 2 | Bulgaria |
| Cuba     | 3 - 0 | Camerun  |
| Italia   | 3 - 1 | Bulgaria |
| Bulgaria | 3 - 0 | Camerun  |
| Cuba     | 3 - 0 | Italia   |

| Pos | Squadra  | P | Set V | Set P |
| --- | -------- | - | ----- | ----- |
| 1   | Cuba     | 6 | 9     | 2     |
| 2   | Italia   | 4 | 6     | 4     |
| 3   | Bulgaria | 2 | 6     | 6     |
| 4   | Camerun  | 0 | 0     | 9     |

## Per delineare le teste di serie dei quarti di finale
| Cuba      | - | Brasile          | 3 - 2 |
| Argentina | - | Unione Sovietica | 3 - 2 |

## Ottavi di finale
| Francia     | - | Canada         | 3 - 1 |
| Paesi Bassi | - | Giappone       | 3 - 0 |
| Bulgaria    | - | Svezia         | 3 - 0 |
| Italia      | - | Cecoslovacchia | 3 - 0 |

## Quarti di finale
| Cuba             | - | Paesi Bassi | 3 - 2 |
| Unione Sovietica | - | Bulgaria    | 3 - 0 |
| Brasile          | - | Francia     | 3 - 0 |
| Italia           | - | Argentina   | 3 - 0 |

## Semifinali e finali

### Dal 9º al 12º posto
|  | Semifinali     | Semifinali     | Semifinali |        |                | Finale 9º posto | Finale 9º posto | Finale 9º posto |  |
|  |                |                |            |        |                |                 |                 |                 |  |
|  | Cecoslovacchia | Cecoslovacchia | 3          |        |                |                 |                 |                 |  |
|  | Cecoslovacchia | Cecoslovacchia | 3          |        |                |                 |                 |                 |  |
|  | Canada         | Canada         | 2          |        |                |                 |                 |                 |  |
|  | Canada         | Canada         | 2          |        | Cecoslovacchia | Cecoslovacchia  | 3               |                 |  |
|  |                |                |            |        | Cecoslovacchia | Cecoslovacchia  | 3               |                 |  |
|  |                |                | Svezia     | Svezia | 0              |                 |                 |                 |  |
|  | Svezia         | Svezia         | Svezia     | Svezia | 0              | 3               |                 |                 |  |
|  | Svezia         | Svezia         |            |        |                | 3               |                 |                 |  |
|  | Giappone       | Giappone       | 0          |        |                | 11º posto       | 11º posto       | 11º posto       |  |
|  | Giappone       | Giappone       | 0          |        |                |                 |                 |                 |  |
|  |                |                |            |        |                |                 |                 |                 |  |
|  |                |                |            |        |                | Giappone        | Giappone        | 3               |  |
|  |                |                |            |        |                | Giappone        | Giappone        | 3               |  |
|  |                |                |            |        |                | Canada          | Canada          | 2               |  |

### Dal 5º all'8º posto
|  | Semifinali  | Semifinali  | Semifinali |           |          | Finale 5º posto | Finale 5º posto | Finale 5º posto |  |
|  |             |             |            |           |          |                 |                 |                 |  |
|  | Bulgaria    | Bulgaria    | 3          |           |          |                 |                 |                 |  |
|  | Bulgaria    | Bulgaria    | 3          |           |          |                 |                 |                 |  |
|  | Paesi Bassi | Paesi Bassi | 0          |           |          |                 |                 |                 |  |
|  | Paesi Bassi | Paesi Bassi | 0          |           | Bulgaria | Bulgaria        | 3               |                 |  |
|  |             |             |            |           | Bulgaria | Bulgaria        | 3               |                 |  |
|  |             |             | Argentina  | Argentina | 2        |                 |                 |                 |  |
|  | Argentina   | Argentina   | Argentina  | Argentina | 2        | 3               |                 |                 |  |
|  | Argentina   | Argentina   |            |           |          | 3               |                 |                 |  |
|  | Francia     | Francia     | 0          |           |          | 7º posto        | 7º posto        | 7º posto        |  |
|  | Francia     | Francia     | 0          |           |          |                 |                 |                 |  |
|  |             |             |            |           |          |                 |                 |                 |  |
|  |             |             |            |           |          | Paesi Bassi     | Paesi Bassi     | 3               |  |
|  |             |             |            |           |          | Paesi Bassi     | Paesi Bassi     | 3               |  |
|  |             |             |            |           |          | Francia         | Francia         | 1               |  |

### Assegnazione del titolo
|  | Semifinali       | Semifinali       | Semifinali |      |        | Finale           | Finale           | Finale   |  |
|  |                  |                  |            |      |        |                  |                  |          |  |
|  | Italia           | Italia           | 3          |      |        |                  |                  |          |  |
|  | Italia           | Italia           | 3          |      |        |                  |                  |          |  |
|  | Brasile          | Brasile          | 2          |      |        |                  |                  |          |  |
|  | Brasile          | Brasile          | 2          |      | Italia | Italia           | 3                |          |  |
|  |                  |                  |            |      | Italia | Italia           | 3                |          |  |
|  |                  |                  | Cuba       | Cuba | 1      |                  |                  |          |  |
|  | Cuba             | Cuba             | Cuba       | Cuba | 1      | 3                |                  |          |  |
|  | Cuba             | Cuba             |            |      |        | 3                |                  |          |  |
|  | Unione Sovietica | Unione Sovietica | 1          |      |        | 3º posto         | 3º posto         | 3º posto |  |
|  | Unione Sovietica | Unione Sovietica | 1          |      |        |                  |                  |          |  |
|  |                  |                  |            |      |        |                  |                  |          |  |
|  |                  |                  |            |      |        | Unione Sovietica | Unione Sovietica | 3        |  |
|  |                  |                  |            |      |        | Unione Sovietica | Unione Sovietica | 3        |  |
|  |                  |                  |            |      |        | Brasile          | Brasile          | 0        |  |

## Podio

### Campione
Formazione: Andrea Anastasi, Lorenzo Bernardi, Marco Bracci, Luca Cantagalli, Ferdinando De Giorgi, Andrea Gardini, Andrea Giani, Andrea Lucchetta, Marco Martinelli, Roberto Masciarelli, Paolo Tofoli, Andrea Zorzi, CT: Julio Velasco

### Secondo posto
Formazione: 1 Joël Despaigne, 2 Idalberto Valdes, 3 Lazaro Beltran, 4 Félix Millán, 5 Raúl Diago, 6 Abel Sarmientos, 7 Manuel Torres, 8 Lazaro Marin, 9 Rodolfo Sánchez, 15 Freddy Brooks, 16 Ricardo Vantes, 17 Ihosvany Hernández, CT: Orlando Samuels

### Terzo posto
Formazione: 1 Oleg Šatunov, 2 Andrej Kuznecov, 3 Oleksandr Šadčyn, 4 Ruslan Olichver, 5 Igor' Runov, 6 Evgenij Krasil'nikov, 8 Dmitrij Fomin, 9 Igor' Naumov, 10 Jurij Sapega, 11 Jaroslav Antonov, 12 Jurij Čerednik, 13 Viktor Sidel'nikov, CT: Vjačeslav Platonov

## Classifica finale
| Posiz | Nazione          |
| ----- | ---------------- |
|       | ITALIA           |
|       | Cuba             |
|       | Unione Sovietica |
| 4     | Brasile          |
| 5     | Bulgaria         |
| 6     | Argentina        |
| 7     | Paesi Bassi      |
| 8     | Francia          |
| 8     | Cecoslovacchia   |
| 10    | Svezia           |
| 11    | Giappone         |
| 12    | Canada           |
| 13    | Stati Uniti      |
| 14    | Corea del Sud    |
| 15    | Camerun          |
| 16    | Venezuela        |